# Port lotniczy Ängelholm-Helsingborg
Port lotniczy Ängelholm-Helsingborg (IATA: AGH, ICAO: ESTA) – lotnisko położone około 34 kilometry od szwedzkiego Helsingborg i 7 kilometrów od Ängelholm. Jest trzecim co do wielkości w południowym rejonie Szwecji (Götaland) i dziesiątym w całym kraju. W 2010 roku obsłużyło 375,6 tys. pasażerów.

## Kierunki lotów i linie lotnicze
| Linia lotnicza              | Kierunek                                               |
| --------------------------- | ------------------------------------------------------ |
| Braathens Regional Airlines | 1. Sztokholm-Bromma Sezonowo: 1. Sälen–Trysil 2. Visby |
| Scandinavian Airlines       | 1. Sztokholm-Arlanda Sezonowo: 1. Östersund            |